# 滕皋军
滕皋军（1962年—），男，中国介入放射学专家，东南大学附属中大医院院长、主任医师、教授、博士生导师，中国科学院院士。